# سید محمد نقیب العطاس
سیدمحمد نقیب العطاس،اسلام‌شناس، فیلسوف مالزیایی و بنیان‌گذار مؤسسه بین‌المللی اندیشه و تمدن اسلامی-ایستاک- است. آثار مشهور وی عمدتاً در تربیت نسل جدید بر اساس مبانی اسلامی و نقد مبانی تربیت اخلاقی غرب است. وی همچنین تحقیقات بسیاری در مورد عارفان مالایایی و نظرات عرفانی آن‌ها دارد. او برادر کوچکتر سیدحسین العطاس است.

## زندگانی
وی در سال ۱۹۳۱ میلادی در شهر بوگور مالزی زاده شده‌است. وی از سادات اندونزی است و نسبش به جعفر صادق می‌رسد. هنگامی که پنج سال داشت توسط پدر و مادرش به شهر جوهور فرستاده می‌شود و تحصیلات خود را آن جا پی می‌گیرد. پس از آن به جاوه می‌رود و زبان عربی را در مدرسه‌ای به نام عروه الوثقی در سوکابومی یادمی‌گیرد. پس از بازگشت به شهر جوهر و آموختن زبان انگلیسی در سال ۱۹۴۶تا ۱۹۵۱، با نسخه‌های خطی اسلامی در رشته‌های مختلف آشنا می‌شود. او در این زمان می‌تواند ادبیات کلاسیک انگلیسی را نیز یاد بگیرد. به دلیل موفقیت اش در زمینه تحصیلی نامزد تحصیل در آکادمی نظامی انگلستان می‌شود و از سال ۱۹۵۲ تا ۱۹۵۵ علوم جنگی و نظامی را یادمی‌گیرد. در آکادمی نظامی انگلستان، العطاس با آثار عرفاً و دانشمندان ایرانی همچون جامی آشنا می‌شود چنان‌که خواندن کتاب لوایح جامی تأثیری عمیق در وی ایجاد می‌کند. تحت تأثیر اندیشه‌های عرفانی، وی تصمیم می‌گیرد تا کتبی دربارهٔ عرفان مالایایی و اندیشمندان و عرفای آن‌ها بنگارد. وی پس از این که از سوی مؤسسه مطالعات اسلامی دانشگاه مک گیل برای ادامه تحصیل دعوت می‌شود با افرادی همچون سید حسین نصر، فضل الرحمن و سر هامیلتون گیپ آشنا می‌شود. وی در همان زمان رساله‌ای دربارهٔ شرف الدین رانیری عارف مالایایی در قرن هفدهم می‌نویسد و مدرک فوق لیسانس خویش را دریافت می‌کند. پس از آن رساله‌ای در مورد اندیشه‌های عرفانی حمزه فنصوری عارف مشهور مالزی و اندیشه‌های وی می‌نویسد و درجه دکتری خود را مدرسه زبان‌های شرقی لندن دریافت می‌کند.

## آثار
نقیب العطاس آثار بسیاری در زمینه علوم اسلامی به چاپ رسانده‌است که بالغ بر بیش از بیست و پنج کتاب و مقالات متعددی است.
- درآمدی بر جهان‌شناسی اسلامی (ترجمه مهدی محقق)
- اسلام و دنیوی گروی (ترجمه احمد آرام)
- مراتب و درجات وجود (ترجمه سید جلال الدین مجتبوی)

## نقد آثار
رضا داوری اردکانی معتقد است که تفسیر العطاس از سکولاریسم جای تأمل دارد چرا که سکولاریسم به معنای یک صفت اخلاقی و نفسانی نیست بلکه به معنای یک نظم و عالمی تاریخی است. داوری معتقد است که اثبات نظرات العطاس نیازمند تحقیقات عمیق‌تر و موجه تری است.یکی از نقدهایی که به اسلامی سازی معرفت از نگاه العطاس وارد شده‌است مبنی موضوعاتی همچون ضعف روش‌شناختی، گام برداشتن درون روش‌شناسی پارادایم رقیب و ناکارآمدی عنوان شده‌است.